# Vitry-sur-Orne
Vitry-sur-Orne è un comune francese di 2 887 abitanti situato nel dipartimento della Mosella nella regione del Grand Est.

## Società

### Evoluzione demografica
Abitanti censiti